# San José (tỉnh của Costa Rica)

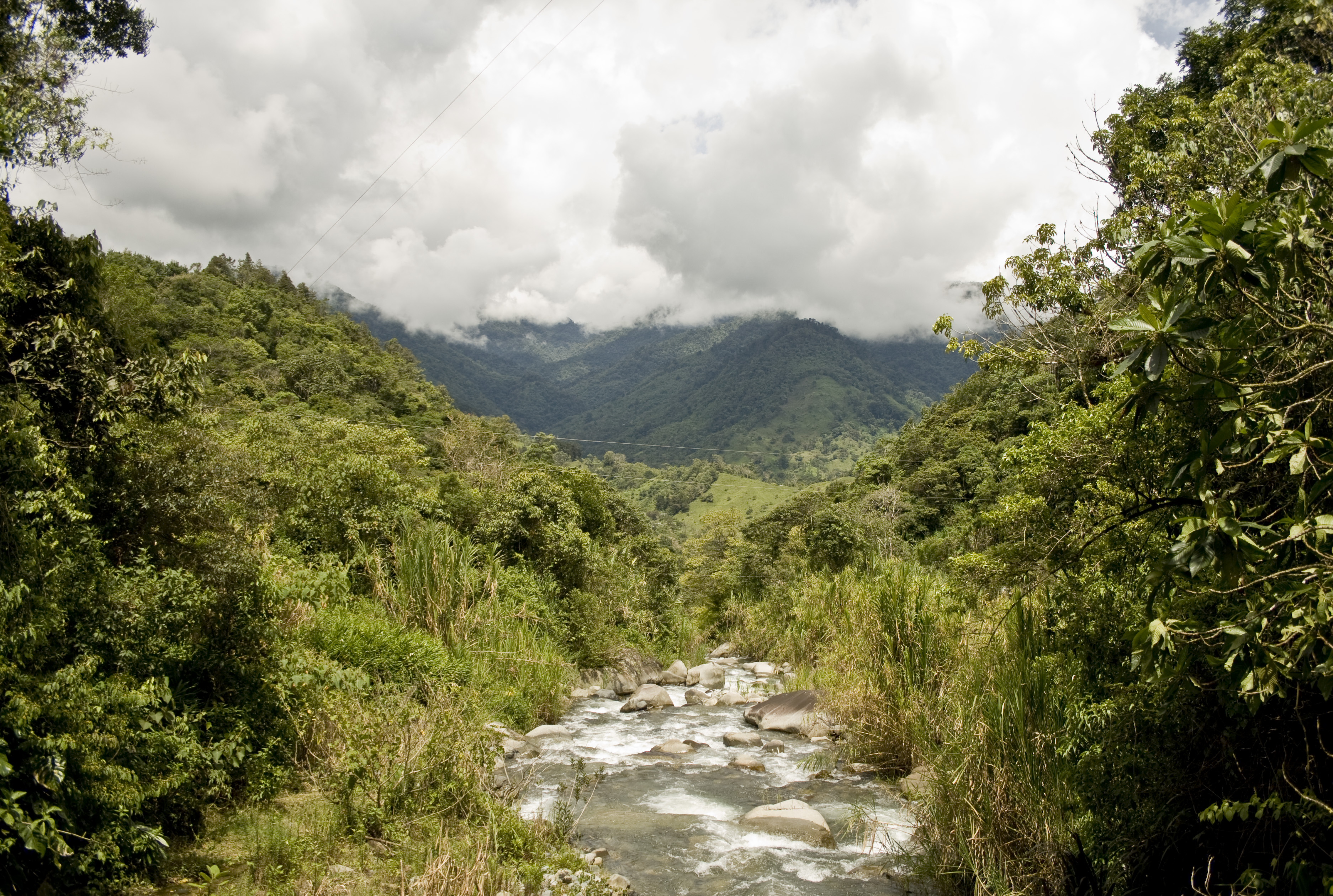
Blanco River, county of Pérez Zeledón. Most rivers in the province of San José are shallow, narrow and often run through mountainous terrain, making them impossible to navigate.

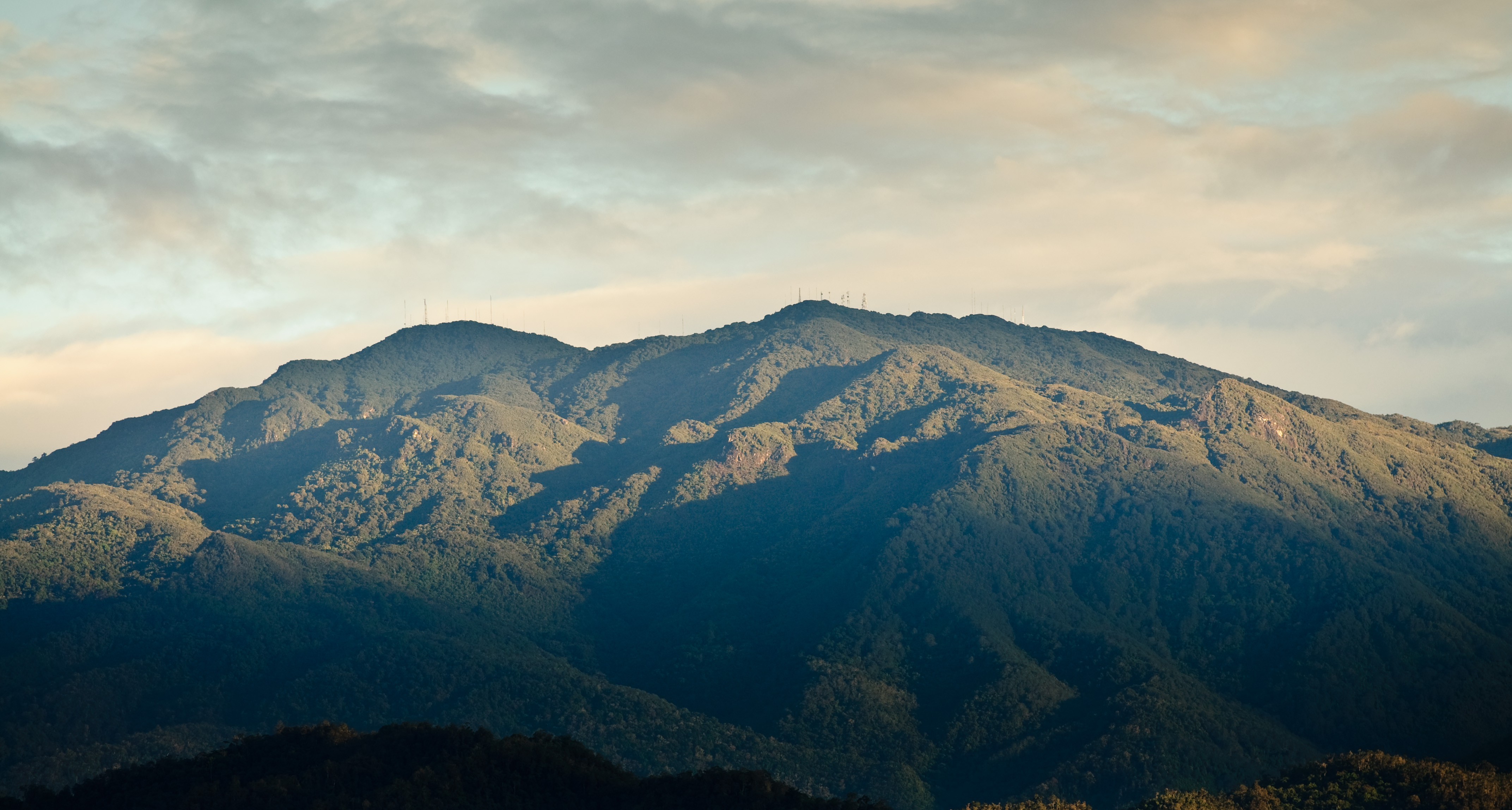
Cerro de la Muerte, southeast of the province

San José là một tỉnh của Costa Rica, nằm ở trung tâm của quốc gia này. Nó có ranh giới với các tỉnh (theo chiều kim đồng hồ) Alajuela, Heredia, Limón, Cartago và Puntarenas. Thủ phủ của tỉnh này là thành phố San José. Tỉnh San José có diện tích 4.965,9 km². và dân số năm 2011 là 1.404.242 người.

## Phân chia hành chính
Tỉnh San José được chia thành 20 tổng, gồm:
Tổng (thủ phủ):
1. San José (San José)
2. Escazú (Escazú)
3. Desamparados (Desamparados)
4. Puriscal (Santiago)
5. Tarrazú (San Marcos)
6. Aserrí (Aserrí)
7. Mora (Ciudad Colón)
8. Goicoechea (Guadalupe)
9. Santa Ana (Santa Ana)
10. Alajuelita (Alajuelita)
11. Vázquez de Coronado (San Isidro)
12. Acosta (San Ignacio)
13. Tibás (San Juan)
14. Moravia (San Vicente)
15. Montes de Oca (San Pedro)
16. Turrubares (San Pablo)
17. Dota (Santa María)
18. Curridabat (Curridabat)
19. Pérez Zeledón (San Isidro de El General)
20. León Cortés (San Pablo)